# 1300 (numero)
Milletrecento (1300) è il numero naturale dopo il 1299 e prima del 1301.

## Proprietà matematiche
- È un numero pari.
- È un numero composto da 18 divisori: 1, 2, 4, 5, 10, 13, 20, 25, 26, 50, 52, 65, 100, 130, 260, 325, 650, 1300. Poiché la somma dei suoi divisori (escluso il numero stesso) è 1738 > 1300, è un numero abbondante.
- È un numero semiperfetto in quanto pari alla somma di alcuni (o tutti) i suoi divisori.
- È un numero felice.
- È un numero malvagio.
- È un numero pratico.
- È parte delle terne pitagoriche (51, 1300, 1301), (144, 1292, 1300), (320, 1260, 1300), (345, 1300, 1345), (364, 1248, 1300), (500, 1200, 1300), (660, 1220, 1300), (780, 1040, 1300), (816, 1012, 1300), (912, 1300, 1588), (975, 1300, 1625), (1300, 1365, 1885), (1300, 1440, 1940), (1300, 2331, 2669), (1300, 3120, 3380), (1300, 3255, 3505), (1300, 4125, 4325), (1300, 6435, 6565), (1300, 8073, 8177), (1300, 8400, 8500), (1300, 16224, 16276), (1300, 16875, 16925), (1300, 21105, 21145), (1300, 32487, 32513), (1300, 42240, 42260), (1300, 84495, 84505), (1300, 105621, 105629), (1300, 211248, 211252), (1300, 422499, 422501).

## Astronomia
- 1300 Marcelle è un asteroide della fascia principale del sistema solare.
- NGC 1300 è una galassia a spirale barrata nella costellazione dell'Eridano.

## Astronautica
- Cosmos 1300 è un satellite artificiale russo.

## Altri ambiti
- La Dacia 1300 è un'autovettura prodotta dalla casa automobilistica rumena Dacia dal 1969 al 2004
- La Fiat 1300 è un'automobile prodotta dalla casa torinese dal 1961